# Octávio Bevilacqua
Octávio Bevilacqua (* 17. Mai 1887 in Rio de Janeiro; † 23. August 1959 ebenda) war ein brasilianischer Musikwissenschaftler und -pädagoge.

## Leben
Der Sohn des Komponisten Alfredo Bevilacqua und Enkel des Pianisten Isidro Bevilacqua studierte drei Jahre Medizin, bevor er sich ganz der Musik widmete. Er war Klavierschüler von Frederico Nascimento und studierte Kontrapunkt und Fuge bei Alberto Nepomuceno.
1915 wurde er Lehrer für Musiktheorie und Solfège, später Professor für Harmonielehre am Instituto Nacional de Música 1932 erhielt er hier den ersten Lehrauftrag für Musikgeschichte. Als Musikkritiker schrieb er seit deren Gründung für die Zeitschrift O Globo. Außerdem war er Korrespondent bzw. Mitarbeiter von Le Ménestrel in Paris, The Journal of Musicology (Ohio), der Revista Brasileira de Música, des O Cruzeiro und der Revista da Semana. Als Redakteur arbeitete er 1930–31 für die Ilustração Musical und 1932–34 für die Revista da Associação Brasileira de Música.

## Werke
- Pontos de teoria elementar de música, 1921
- Notas sobre história do canto coral, 1933
- mit Laura Jacobina Lacombe: Vamos cantar (vier Bände), 1944–1948